# مژگان (بازیگر)
مژگان (زاده دی ۱۳۲۴) بازیگر سینمای ایران در قبل از انقلاب ۱۳۵۷ است.

## فیلم‌شناسی

### سینما
- ۱ - حلقه‌های ازدواج (۱۳۵۶)
- ۲ - دلقک (۱۳۵۵)
- ۳ - بزن بریم دزدی (۱۳۵۳)
- ۴ - هلوی پوست کنده (۱۳۵۲)
- ۵ - حسن دینامیت (۱۳۵۱)
- ۶ - معرکه (۱۳۵۰)
- ۷ - دختر ظالم بلا (۱۳۴۹)
- ۸ - زیبای جیب‌بر (۱۳۴۹)
- ۹ - امشب دختری می‌میرد (۱۳۴۸)
- ۱۰ - پسران قارون (۱۳۴۸)
- ۱۱ - تهران می‌رقصد (۱۳۴۸)
- ۱۲ - عشق کولی (۱۳۴۸)
- ۱۳ - آواره‌های تهران (۱۳۴۷)
- ۱۴ - بسترهای جداگانه (۱۳۴۷)
- ۱۵ - جاده تبهکاران (۱۳۴۷)
- ۱۶ - جنجال پول (۱۳۴۷)
- ۱۷ - هفت دختر برای هفت پسر (۱۳۴۷)
- ۱۸ - پروفسور نخاله (۱۳۴۵)
- ۱۹ - رانندگان جهنم (۱۳۴۵)
- ۲۰ - زن و عروسک‌هایش (۱۳۴۴)
- ۲۱ - شانس بزرگ (۱۳۴۴)
- ۲۲ - جاهل‌ها و ژیگول‌ها (۱۳۴۳)

### تلویزیون
- نمایش تلویزیونی «بیا پایین کارت دارم» (۱۳۵۱)
- گذر عمر (۱۳۵۱)
- خانه به‌دوش (۱۳۵۲)